# Amt Dömitz-Malliß
La comunità amministrativa di Dömitz-Malliß (Amt Dömitz-Malliß) si trova nel circondario di Ludwigslust-Parchim nel Meclemburgo-Pomerania Anteriore, in Germania.

## Suddivisione
Comprende 7 comuni (abitanti il 31 dicembre 2022):
1. Dömitz, Città * (2 981)
2. Grebs-Niendorf (548)
3. Karenz (233)
4. Malk Göhren (399)
5. Malliß (1 089)
6. Neu Kaliß (1 912)
7. Vielank (1 247)

Il capoluogo è Dömitz.